# Emblyna roscida
Emblyna roscida är en spindelart som först beskrevs av Nicholas Marcellus Hentz 1850.  Emblyna roscida ingår i släktet Emblyna och familjen kardarspindlar. Inga underarter finns listade i Catalogue of Life.